# Чжэн Цзосинь
Чжэн Цзоси́нь (кит. упр. 郑作新, пиньинь Zhèng Zuōxīn; англ. Zheng Zuoxin, также англ. Tso-hsin Cheng, 1906—1998) — китайский орнитолог, один из основоположников современной китайской орнитологии и зоогеографии, основатель Пекинского музея естественной истории.

## Биография

### Ранние годы
Чжэн родился 18 ноября 1906 года в Фуцзяни. Его мать скончалась от туберкулёза, когда Чжэн Цзосиню было пять лет, и о нем заботилась, в основном, его бабушка. Отец Чжэн Сенфан много лет был сотрудником Бюро по соляным делам, а также учителем средней школы, а затем директором средней школы, он был одним из немногих китайцев с высшим образованием и владел английским языком. Отец научил своего сына говорить по-английски ещё в детстве. В детстве Чжэн был слабым ребенком, и его отец поощрял его занятия спортом. Чжэн много ходил в горы, играл в теннис и даже стал чемпионом в беге на 100 м. Несмотря на высокий уровень образования отца, семья жила очень скромно, и вначале интерес Чжэна к природе был сфокусирован на съедобных объектах. Он ловил рыбу, собирал дикие фрукты и овощи, которые готовила его бабушка. Он пошёл в среднюю школу в Фучжоу и показал отличные успехи, в начальной школе он дважды перепрыгивал через класс. Чжэн добился права поступления в христианский университет Фуцзянь в возрасте 15 лет, для чего было необходимо пройти специальный тест. Английский профессор биологии спросил у заявителей, в каком овоще содержатся самое большое количество витаминов. Чжэн Цзосинь был единственным, кто нашёл правильный ответ на этот вопрос — помидор. Помидоры тогда были неизвестны в Китае, но Чжэн читал о них, и это дало ему возможность правильно ответить. В 1926 году он окончил университет, пройдя курсе семи семестров, после этого он решил продолжить образование в Соединенных Штатах.

### Учёба и работа в США
Его дядя, работавший врачом в Фучжоу, финансировал поездку Чжэна в США. Он выбрал Мичиганский университет, благодаря тому, что там учился его двоюродный брат. В 1927 году он получил степень магистра, специализируясь в эмбриологии. Его профессором был эмбриолог Питер Олас Оккельберг. Чжэн Цзосинь получил степень доктора философии (Ph. D.) в 1930 году за диссертацию на тему «История зародышевых клеток Rana cantabrigensis Baird». Он также получил награду Sigma Xi Golden Key. Во время учебы в США он часто посещал музеи Естественной истории и задался вопросом, почему все виды в Китае в последнее время были описаны некитайцами. При этом он прекрасно знал, что в 3000-летней классической китайской литературе упоминаются и описаны не менее 100 видов птиц. Он решил вернуться в Китай и отклонил предложения о работе в Соединенных Штатах.

### Возвращение в Китай
Вернувшись в Китай в 1930 году, он поступил на работу в Фуцзянский христианский университет, а затем он основал Китайское зоологическое общество и возглавил кафедру биологии в Фучжоу. В 1938 году его университет переехал в Шао-Ву из-за угрозы японской оккупации. В апреле 1945 года Чжэн Цзосинь снова поехал в США для занятий орнитологией Китая. Он изучил коллекции птиц в музеях и университетах по всей Америке. В сентябре 1946 года он вернулся в Фучжоу. В 1947 году он был вынужден переехать в Нанкин из-за гражданской войны между маоистами и Гоминьданом. В 1948 году многие сотрудники университета эмигрировали на Тайвань, и Чжэн тоже обдумал это. Однако, он узнал, что коммунистической партии нужны ученые. Он принял решение остаться, и после этого вступил в коммунистическую партию. В 1950 году он переехал в Пекин и стал куратором коллекции птиц в Academia Sinica, а в 1951 году основал Пекинский музей естествознания. Он был первым директором отдела научных публикаций. Он перевел книгу Иоахима Штайнбахера о миграциях и биологии птиц на китайский язык. В 1955—1957 участвовал в совместных экспедициях с советскими и восточногерманскими орнитологами в южной части Юньнани и северо-восточном Китае.

#### Во время культурной революции
В 1955 году работа Чжэна в Китае была прервана кампанией по уничтожению воробьев (вместе с мышами, мухами и комарами). По экологическим причинам Чжэн был с самого начала против кампании, но только в 1959 году у него появилась возможность повлиять на решение о дальнейшем истреблении воробьев. В мае 1957 года он отправился в Восточную Германию и работал с Эрвином Штреземаном, изучая коллекции из китайского региона. На встречах, которые Штреземан назвал «Атлантическо-тихоокеанской конференцией», он также смог встретиться с другими орнитологами, такими как Л. А. Портенко, Чарльз Вори и Гюнтер Нитхаммер. Однако посольство КНР в Восточной Германии ему не разрешило посещать вечеринки в доме Штреземана в Западном Берлине. По предложению Штреземана Чжэн стал иностранным корреспондентом Немецкого общества орнитологов. Чжэн вернулся в Китай после остановок в Ленинграде и Москве для работы в музеях. Вернувшись в Китай, он столкнулся с культурной революцией Мао.
Научная работа остановилась, и лозунгом было то, что «чем больше у вас знаний, тем больше вы революционер». Чжэн был объявлен преступником, поскольку он выступал против кампании председателя Мао против воробьев. Ему сказали, что «птицы являются общественными животными капитализма» и должны были носить значок с надписью «реакционер», который должен был пройти проверку его предполагаемой орнитологической подготовки, за исключением того, что его заставляли подметать коридоры и чистить туалеты. Тест был проведен комитетом, и его попросили идентифицировать птицу, состоящую из частей от нескольких видов. После провала «теста», его зарплата была снижена до минимума. В августе 1966 года его содержали в коровнике в течение шести месяцев, а его дом обыскали хунвейбины, которые конфисковали все его имущество, включая пишущую машинку, которую он больше всего ценил. Academia Sinica была оккупирована хунвейбинами с 1967 по 1968 год, пока Мао не приказал их удалить.

### Продолжение работы, мировое признание
Мир был восстановлен только в 1970-х годах, и его работа о птицах Китая была отправлена для публикации после того, как уже один раз её отклонили. Она была опубликована в 1978 году, но датирована 1976 годом, и Чжэн был вынужден включить длинную цитату из Мао, который к этому времени уже умер. После смерти Мао Чжэн был приглашён на международный симпозиум Всемирной ассоциации фазанов в ноябре 1978 года. Он также провел два месяца в Англии, в течение которых он встретился с сэром Питером Скоттом и Джеффри В. Т. Мэттьюсом. Он работал в качестве профессора в Пекинском педагогическом университете, а в 1987 году он и его коллеги опубликовали Синопсис по авифауне Китая. С 1970 по 1980 год он также редактировал в «Фауне Синика» тома «Aves». Он занимался вопросами охраны птиц и международного сотрудничества в области защиты мигрирующих видов.
Скончался от сердечного приступа.

## Личная жизнь
Чжэн встретил свою будущую супругу Чэнь Цзя-чжан Chen Jia-jang (Лидию) во время игры в теннис. Они поженились в 1942 году. В 1992 году пара праздновала свою золотую свадьбу, когда Чжэн вручил своей жене золотой ключ от Мичигана и в свою очередь получил в подарок золотой карандаш.

## Память
В его честь названы несколько видов, например, вид птиц Locustella chengi, а также вид Meriones chengi.